# Variable Valve Control System
VVCS staat voor Variable Valve Control System en is een variabele klepbediening van motorfietsen.
Dit is een variabele klepbediening van Suzuki-motorfietsen die lijkt op het VTEC systeem van Honda. VVCS werd toegepast op de Suzuki GSF 400 Bandit die in 1989 werd geïntroduceerd.